# 村井知至

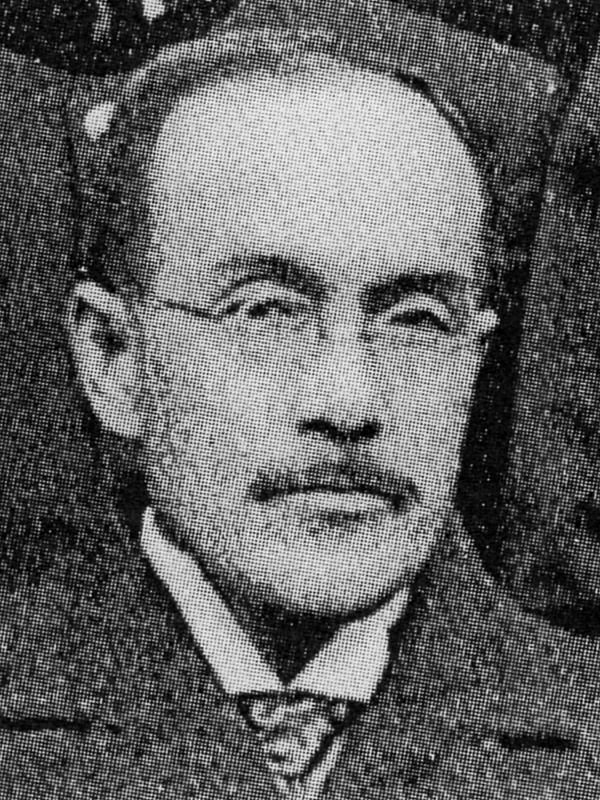
村井知至

村井 知至（むらい ともよし、1861年10月22日（文久元年9月19日） - 1944年（昭和19年）2月16日）は、日本の牧師、社会主義者、英語学者である。

## 経歴
伊予松山藩士・村井観蔵の長男として生まれる。格物致知にちなんで知至と名づける。1876年上京し、三菱商業学校に入学するが、中退する。横浜の商館の丁稚になり、商業貿易を実地で学んだ。働きながら、J・H・バラ宣教師の英語塾(バラ塾)で学ぶ。その間にキリスト教に入信し、横浜海岸教会で稲垣信牧師から洗礼を受ける。
その後、同志社の卒業生の親友の勧めで、同志社に編入し、校長新島襄から大きな影響を受ける。1884年に同志社英学校を卒業し、神学科に進むが、伝統的なカリキュラムに飽き足らずに、教師の交代などを要求するが聞き入れられなかったので、安部磯雄と共に退学する。
1889年渡米して会衆派の神学校のアンドーヴァー神学校で学んだ。1893年に帰国して本郷教会の牧師を務めた。その後、1894年の日清戦争終結後に再渡米しアイオワ大学で社会学を学び、1897年帰国する。その後ユニテリアン協会惟一会の説教者になった。1898年には、惟一館を拠点に社会主義研究会を結成し、会長になる。また、六合雑誌に多くにユニテリアンの論文を発表する。
1899年東京外国語学校の教授に就任し、7月には日本初の社会主義理論書の『社会主義』を出版し、キリスト教社会主義を提唱する。1907年には松村介石の日本教会（道会）の活動に協力する。しかし、後に松村と対立し、「仏教でもなく、キリスト教でもない、無名の宗教」と提唱する。
社会主義運動から離れた後は英語参考書の著者として受験生の間で知られる存在であった。
1920年に東京外国語学校教授を退任。1924年東京市本郷区金助町に第一外国語学校を設立したが、後援者の死によって廃校となる。
晩年は神奈川県逗子に居住し、月刊雑誌『蛙鼓』を発行しながら瞑想の日々を過ごした。

## 著書
- 『社会主義』労働新聞社(1899年)　復刻版（桜耶書院、2015年）
- 『時代思想』北文館 1911
- 『英文講談』北文館、1913
- 『英文解釈活法 受験準備 附・解説之部』明誠館書店 1915
- 『無絃琴』四方堂書店 1915
- 『声』物来村井知至 至誠堂書店 大正名著文庫 1916
- 『カアーライル』泰文堂書店 1918
- 『人生と趣味』成象堂 1918
- 『和文英譯練習書』東皐堂 1918
- 『ゴールデン・デイーヅ 和文英訳規範』北文館 1926
- 『自修新英文和譯 普及版』編著 泰文堂 1933
- 『My soul speaks』泰文堂、1939
- 『欧文閃光録』泰文堂 1939
- 『閃光録 邦文』泰文堂 1939
- 『The hara : the centre of life』岡村書店 1941

### 共著
- 『英文配語法 一名・作文要義』岡田市治共著 語学協会 1907
- 『A school boy’s English diary』A.W.メドレー共著 三省堂、1910
- 『Picture lessons in English』A.W.メドレー共著 三省堂、1911
- 『複式英語会話』A・W・メドレー共著 博文館 1912
- 『A girl’s English diary』A.W.メドレー共著 三省堂、1913
- 『イングリシプローズコンポジシヨン』A.W.メドレー共著 泰文堂書店 1916
- 『The M.M. conversation stories』A.W.メドレー共著 泰文堂書店 1921
- 『新初等英作文教科書』A.W.メドレー共著 泰文堂書店 1922
- 『アプライド イングリッシ グラマー アンド コンポジション』A.W.メドレー共著 泰文堂書店 1934
- 『ゼ・オリンピアド・イングリッシュ・グラマー』A.W.メドレー共著 泰文堂書店 1936
- 『ザニユーアートオブイングリッシコンポジション』A.W.メドレー共著 泰文堂 1939
- 『ニュー・イントロダクション・ツー・ジ・アート・オブ・イングリシュ・コンポジション』A.W.メドレー共著 泰文堂 1939
- 『つくばね 篠崎延寿追想録』編 泰文社 1941
- 『詳解新英作文 三四年用』飯田彌太郎共著 泰文堂 1948
- 『綜合英語の新研究 新英文解釈・新英作文・新英文法 三位一体』メドレー共著 泰文堂 1949
- 『英作文指導教室』飯田弥太郎共著 泰文堂 1955

翻訳
- 『西洋徒然草』大橋栄三共訳 北文館 1915

## 親族
- 妻 村井ヨシ（衆議院議員・長屋忠明の娘）[5]
- 子 村井勇吾（1904-88）ドイツ文学者・関西学院大学教授